# Israel Akopkokhyan
Israel Akopkokhyan (en russe : Исраéл Акóпович Акопкохян) est un boxeur soviétique né le 21 janvier 1960 à Erevan, RSS d'Arménie.

## Carrière
Champion d'Europe de boxe amateur à Budapest en 1985 dans la catégorie des poids welters, il récidive à Athènes en 1989 et Göteborg en 1991 en super-welters. Akopkokhyan remporte par ailleurs le titre mondial à Moscou en 1989 et la médaille d'argent à Sydney en 1991.